# Sikorsky S-35
Die Sikorsky S-35 war ein amerikanischer dreimotoriger Doppeldecker, der von der  Sikorsky Manufacturing Company hergestellt wurde. Entwickelt wurde die S-35 von Igor Sikorsky für den Versuch, bei der Non-Stop-Atlantiküberquerung den Orteig-Preis in Höhe von 25.000 US-Dollar zu gewinnen.

## Geschichte
Die S-35 war ein Anderthalbdecker mit festem Spornfahrwerk und war die Weiterentwicklung der zweimotorigen S-29A, die ab Frühjahr 1924 gebaut wurde.
Der Pilot René Fonck überzeugte den aus Russland in die USA emigrierten Flugzeugingenieur Igor Iwanowitsch Sikorsky, verschiedene technische Verbesserungen an dessen für den Atlantikflug vorgesehener Sikorsky S-35 umzusetzen. Die Maschine wurde daraufhin umgebaut und erhielt eine Reihe von zusätzlichen Tanks sowie ein unter dem Rumpf angebrachtes, nach dem Start abwerfbares Hilfsfahrwerk. Die S-35 besaß drei 425 PS (317 kW) Gnome-Rhône Jupiter 9A Sternmotoren. Der Erstflug, der von Fonck und Igor Sikorsky durchgeführt wurde, fand am 23. August 1926 am Roosevelt Field in Mineola, New York, statt.
Sikorsky begann mit einer Serie von weiteren Testflügen, aber keiner der Testflüge war bei dem maximalen Gewicht aufgrund der erforderlichen Treibstoffmenge für den Non-Stop-Flug zufriedenstellend. Daraufhin wollte Sikorsky die Atlantiküberquerung bis Anfang 1927 verschieben. Der Franzose Fonck bestand jedoch auf einem früheren Termin und in aller Eile wurde die S-35 vorbereitet und mit einem zusätzlichen Fahrwerk versehen.

## Unfall
René Fonck startete mit seinem Copiloten Leutnant Lawrence Curtin, dem Funker Charles Clavier und dem Sikorsky-Mechaniker Jacob Islamoff  am 21. September 1926 vor einer großen Menschenmenge auf dem Roosevelt Field. Die S-35 hatte gerade die nötige Geschwindigkeit auf der 1500 Meter langen Startbahn gewonnen, um abzuheben, als das Fahrwerk brach. Fonck konnte das Flugzeug nicht mehr unter Kontrolle bringen und die Maschinen stürzte am Ende der Piste einen Hang hinab und ging in Flammen auf. Die beiden Piloten blieben unverletzt, aber der Funker und der Mechaniker wurden getötet. Die damalige Presse berichtete, dass die Maschine im Wert von rund 100.000 US-Dollar nicht versichert war.
Charles Lindbergh startete am 20. Mai 1927 um 7:54 Uhr vom Roosevelt Field und gewann den Orteig-Preis.

## Technische Daten
- Besatzung: 4
- Länge: 13,41 m
- Obere Spannweite: 30,78 m
- Untere Spannweite: 23,16 m
- Höhe: 4,88 m

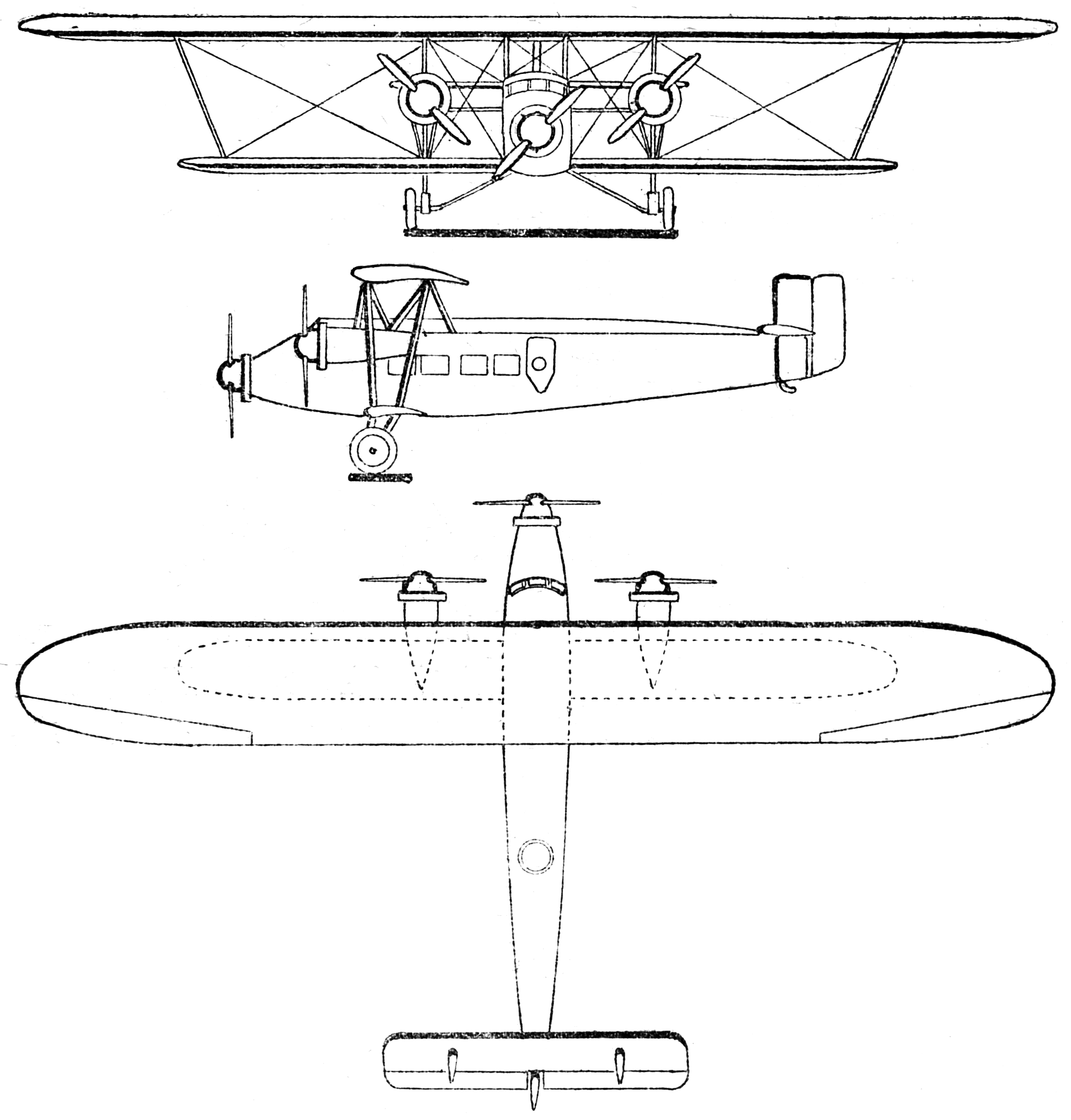
Sikorsky S-35

- Flügelfläche: 73,8 m2 (oberer  Flügel), untere Fläche unbekannt
- Leermasse: 4.400 kg
- Startmasse: 9.100 kg (die genaue Startmasse am Unfalltag ist nicht bekannt)
- Triebwerk: 3 × Gnome-Rhône Jupiter 9A-Sternmotor, mit je 425 PS (317 kW) Leistung
- Propeller: 3 × Zweiblatt, Durchmesser 3,20 m
- Dienstgipfelhöhe: 5100 m